# あなたもスターになりますか
『あなたもスターになりますか』は、1987年10月7日から同年12月23日まで、TBS系列の「水曜ドラマ」（毎週水曜日21:00 - 21:54）で放送されたテレビドラマ。全12回。
『水曜ドラマ』の第1回作品。

## 概要
立花美加は九州から上京し、スーパーマーケットで働いていたが、ある日、万引きした女性を捕まえる。しかしその女性は音楽事務所社長の山岸彩子で、美加をスカウトするため注意を引くために芝居をしたものだった。美加は半信半疑のまま、同棲相手の裕司を連れて音楽事務所を訪ねるが、彩子の考えは本物で、岸田智史に美加のデビュー曲を依頼し、美加売り出し作戦が始まった。しかしその前途には、美加と裕司のスクープがすっぱ抜かれるなど多難な出来事が待ち受けていた。
平凡な娘をスターに育て上げるまでのそのプロセスの中に起こる成功と挫折、愛と悲しみの人間模様を描いた。最終回では同じTBSの番組『ザ・ベストテン』がヒロイン・美加が「黄昏」を歌う劇中番組として登場した。レコード業界を舞台に描いたドラマではあったが、同時期に放送された、同じレコード業界を舞台にしたドラマ『ギョーカイ君が行く!』（フジテレビ系）とは異なり、本作はシリアス路線で描かれていた。

## キャスト
- 立花美加：鮎ゆうき[4]
- 山岸彩子：小川知子
- 板東和彦：林隆三 - オリエントレコードのディレクター
- 荒木裕司：竹本孝之 - 美加の同棲相手で、ガソリンスタンド勤務
- 岸田智史：岸田智史（本人役）
- 青木伸江：名川忍 - 彩子の音楽事務所の事務員
- 長野里美：土屋貴子 - ガソリンスタンドで裕司の同僚。裕司のガールフレンドであることを自認
- 田中三郎：佐久間一生
- 高橋五郎：峰好浩
- 伊上悟郎：近石真介 - 芸能雑誌記者。美加のスクープをつかむ

### ゲスト
- 高品格（第2話）
- 小倉久寛（ラジオパーソナリティ）：小倉久寛（本人役、第6話）
- さとう宗幸：さとう宗幸（本人役、第9話）
- 友部まどか：大塚純子（第10話）
- 勝目たかし（作詞家）：森本レオ（第11話）
- 伊藤智恵理
- 高見恭子
- ザ・ベストテン司会：松下賢次（当時TBSアナウンサー、第12話）

## スタッフ
- プロデューサー - 柳井満
- 脚本 - 酒井あきよし （全話担当）
- 演出 - 吉田秋生、柳井満、吉田健
- 音楽 - 城之内ミサ
- 主題歌 - 鮎ゆうき「黄昏」（作詞・作曲：岸田智史　編曲：城之内ミサ　レーベル：CBSソニー）
- 制作 - TBS

## 放送日程
| 話数 | 放送日   | サブタイトル     | 演出     |
| ---- | -------- | ---------------- | -------- |
| 1    | 10月7日  | 出発の日         | 吉田秋生 |
| 2    | 10月14日 | 別れの予感       | 柳井満   |
| 3    | 10月21日 | 禁じられた愛     | 吉田健   |
| 4    | 10月28日 | 歌えないカナリア | 吉田秋生 |
| 5    | 11月4日  | 誘惑             | 吉田健   |
| 6    | 11月11日 | 昔の恋人         | 吉田健   |
| 7    | 11月18日 | 醜聞の季節       | 吉田秋生 |
| 8    | 11月25日 | 醜聞! そして…    | 吉田秋生 |
| 9    | 12月2日  | 戸惑いの夜       | 吉田秋生 |
| 10   | 12月9日  | 失踪             | 吉田健   |
| 11   | 12月16日 | 夢の別れ         | 吉田秋生 |
| 12   | 12月23日 | 星空の喝采       | 吉田健   |